# Boosting Business
Boosting Business è un cortometraggio muto del 1913. Il nome del regista non viene riportato nei credit.

## Trama
Jim Barratt è un commesso viaggiatore, ma gli affari vanno a rilento. Per vendere il suo lievito in polvere ha la bella pensata di mettere in giro la voce che in uno dei barattoli del suo prodotto ci sia un biglietto da cento dollari. La notizia si diffonde e le donne del villaggio si mettono a fare incetta dei preziosi barattoli, facendo finire in un lampo tutte le scorte. Il droghiere e l'altro negoziante della cittadina ordinano subito altro lievito a Jim che, felice, si reca al bar per festeggiare. Lì, si mette a chiacchierare con alcuni uomini, raccontando dello stratagemma che ha inventato. Peccato che i signori ai quali fa quelle confidenze non siano altri che i mariti delle avventate acquirenti del lievito.

## Produzione
Il film fu prodotto dalla Essanay Film Manufacturing Company.

## Distribuzione
Distribuito dalla General Film Company, il film - un cortometraggio di una bobina - uscì nelle sale cinematografiche USA il 15 maggio 1913.